# Racopilum capense
Racopilum capense là một loài rêu trong họ Racopilaceae. Loài này được Müll. Hal. ex Broth. mô tả khoa học đầu tiên năm 1894.